# Karacaoglania
Karacaoglania là một chi bướm đêm thuộc phân họ Olethreutinae, họ Tortricidae Tortricidae.

## Các loài
- Karacaoglania xerophila (Meyrick, 1939)